# イソクロトン酸
イソクロトン酸とは、(Z)-2-ブテン酸のことである。不飽和カルボン酸の1種であり、クロトン酸のシス型の幾何異性体に当たる。

## 性質
イソクロトン酸は、常温常圧において、ブラウン・シュガーのような香りを持つ油状の液体である。171.9 ℃で沸騰すると共に、構造が変化してクロトン酸へと変換する。封管中でイソクロトン酸を170〜180 ℃に加熱すると、クロトン酸への異性化が完了する。また、分子内に存在するC=C二重結合とC=O二重結合は共役二重結合であり、重合反応を起こしやすいため、市販品には重合禁止剤としてメキノールが添加される。

## 危険性
人体に有害であり、刺激性を持ち、咳などを引き起こす他、皮膚からも吸収され、皮膚に薬傷を生ずる場合もある。

## 法規制
上記のように、イソクロトン酸はやや不安定な化合物である上に、日本の消防法では危険物第4類 第三石油類（非水溶性）に区分される。

## 用途
イソクロトン酸は、メタクリル樹脂や医薬品原料の中間体となる。

## 誘導体について
ヴィルヘルム・ルドルフ・フィッティッヒとヒューゴ・エルトマンは、イソクロトン酸の二重結合の位置に関する構造異性体である3-ブテン酸のγ-フェニル置換体（(Z)-スチリル酢酸）が脱水すると1-ナフトールを形成することを示した。これはナフタレンの性質を理解する上で重要である。
(Z)-(C6H5)CH=CHCH2COOH   →   1-naphthol   +   H2O